# الكفاف
الكفاف هو حي يقع في إمارة دبي في الإمارات العربية المتحدة ويبلغ عدد سكانها 35 نسمة. وصل عدد السكان إلى (1,466) نسمة في العام 2023 بكثافة سكانية تعادل (1,842) فرد/كم² بحسب بيانات مركز دبي للإحصاء. تقع في بر دبي وتعتبر أحد أقسام زعبيل الثلاثة، وتضم حديقة زعبيل وبرواز دبي، تحيطها منطقة الكرامة من الشمال، وكل من زعبيل1 وزعبيل2 من الجنوب، والجافلية من الغرب. وتقع بالقرب من عود ميثاء والجداف وتقع مقابل شارع الشيخ زايد (E11)، وتعتبر منطقة سكنية وتجارية، وتعتبر محطة مترو ماكس (الجافلية سابقاً) أقرب محطة مترو إلى المنطقة.